# Li’ado Hajk
Li’ado Hajk je menší sopečné pole, které se skládá přibližně z tuctu maar, struskových kuželů a lávových proudů, nacházející se na rovině Awaš[zdroj?] v Etiopii.
Na základě morfologie maarů a struskových kuželů se předpokládá pleistocenní stáří hornin.